# Basananthe berberoides
Basananthe berberoides là một loài thực vật có hoa trong họ Lạc tiên. Loài này được (Chiov.) J.J.de Wilde mô tả khoa học đầu tiên năm 1973.